# Sudbena vlast u Crnoj Gori
Sudbena vlast u Crnoj Gori je jedna od temelja državne vlasti u Crnoj Gori, u modelu trodiobe vlasti na zakonodavnu, izvršnu i sudbenu vlast. Temeljem Ustava Crne Gore, sudbenu vlast obavljaju sudovi.
U Crnoj Gori sudbenu vlast obavljaju redovni i specijalizirani sudovi.
Redovni sudovi su: Vrhovni sud Crne Gore, te viši sudovi u Podgorici i Bijelom Polju. Opstoji još 15 osnovnih sudovi u: Podgorici, Bijelom Polju, na Cetinju, Danilovgradu, u Hercegnovom, Kolašinu, Baru, Žabljaku, Beranama, Kotoru, Nikšiću, Plavu, Pljevljima, Rožajama i Ulcinju.
Osnovni (općinski) sudovi su:
1. Osnovni sud u Baru – za područje općine Bar;
2. Osnovni sud u Beranama – za područje općina Berane i Andrijevica;
3. Osnovni sud u Bijelom Polju – za područje općina Bijelo Polje i Mojkovac;
4. Osnovni sud u Danilovgradu – za područje općine Danilovgrad;
5. Osnovni sud u Žabljaku – za područje općina Žabljak i Šavnik;
6. Osnovni sud u Kolašinu – za područje općine Kolašin;
7. Osnovni sud u Kotoru – za područje općina Kotor, Budva i Tivat;
8. Osnovni sud u Nikšiću – za područje općina Nikšić i Plužine;
9. Osnovni sud u Plavu – za područje općine Plav;
10. Osnovni sud u Pljevljima – za područje općine Pljevlja;
11. Osnovni sud u Podgorici – za područje glavnog grada Podgorice;
12. Osnovni sud u Rožajama – za područje općine Rožaje;
13. Osnovni sud u Ulcinju – za područje općine Ulcinj;
14. Osnovni sud u Herceg Novom – za područje općine Herceg Novi;
15. Osnovni sud u Cetinju – za područje prijestolnice Cetinje.

Viši sudovi su:
- Viši sud u Bijelom Polju – za područja osnovnih sudova u Beranama, Žabljaku, Kolašinu, Plavu, Pljevljima i Rožajama;
- Viši sud u Podgorici – za područja osnovnih sudova u Danilovgradu, Kotoru, Nikšiću, Ulcinju, Herceg Novom i na Cetinju.

Specijalizirani sudovi su: Upravni sud Crne Gore, Žalbeni sud Crne Gore, te trgovački sudovi (crnog. privredni sudovi) u Podgorici i Bijelom Polju.
- Privredni sud u Bijelom Polju – za područje općina: Bijelo Polje, Andrijevica, Berane, Žabljak, Kolašin, Mojkovac, Plav, Pljevlja i Rožaje;
- Privredni sud u Podgorici – za područje glavnoga grada Podgorice, za područje prijestolnice Cetinje i za područje općina: Bar, Budva, Danilovgrad, Kotor, Nikšić, Plužine, Tivat, Ulcinj, Herceg Novi i Šavnik.

Žalbeni sud Crne Gore je preuzeo poslove iz djelokruga Vrhovnoga suda Crne Gore koji se odnose na nadležnosti za odlučivanje o žalbama protiv prvostupanjskih odluka viših sudova, kao i žalbama protiv odluka privrednih sudova. Sud također rješava sukobe nadležnosti između: osnovnih sudova s područja različitih viših sudova; osnovnih i viših sudova; viših sudova, te između privrednih sudova.
U Crnoj Gori opstoji sveukupno 240 sudaca (siječanj 2008.).
U prijašnjemu društveno-političkom sustavu opstojali su okružni privredni sudovi u Titogradu i Bijelom Polju, te kao sud II. stupnja za gospodarske predmete – Vrhovni sud SR Crne Gore. Isti sudsko-prostorni djelokrug imali su sudovi udruženoga rada u Titogradu i Bijelom Polju, a opstojao je i Sud udruženoga rada SR Crne Gore kao sud II. stupnja. Jedina razlika u sudsko-prostornomu djelokrugu, između današnjega i prijašnjega sustava, je mjesni djelokrug bijelopoljskoga suda nad Kolašinom, koji je prije pripadao pod titogradski sud.
U Crnoj Gori institucija koja se po Ustavu Crne Gore zove Sud je samostalna i neovisna, a temeljem članka 118. stavka 3. Ustava zabranjeno je osnivanje prijekih i izvanrednih sudova.